# 符騰堡的奧古斯塔
符騰堡的奧古斯塔（德語：Auguste，1826年10月4日—1898年12月3日），符騰堡國王威廉一世的幼女。

## 家庭
1851年，奧古斯塔和薩克森-魏瑪-艾森納赫的赫爾曼王子結婚，兩人共有4子2女：
1. 保琳（1852年—1904年），威廉·恩斯特的母親
2. 威廉（英语：Prince Wilhelm of Saxe-Weimar-Eisenach）（1853年—1924年）
3. 博恩哈德（1855年—1907年）
4. 亞歷山大（1857年—1891年）
5. 恩斯特（1859年—1909年）
6. 奧爾加（1869年—1924年）